# Aphis debilicornis
Aphis debilicornis är en insektsart som först beskrevs av David D. Gillette och Palmer 1929.  Aphis debilicornis ingår i släktet Aphis och familjen långrörsbladlöss. Inga underarter finns listade i Catalogue of Life.